# Qualificazioni al campionato europeo maschile under 21 di calcio 2013 - Gruppo 5

## Classifica
| Squadra  | P.ti | G | V | N | P | F  | S  | DR  |
| -------- | ---- | - | - | - | - | -- | -- | --- |
| Spagna   | 22   | 8 | 7 | 1 | 0 | 27 | 2  | +25 |
| Svizzera | 17   | 8 | 5 | 2 | 1 | 15 | 4  | +11 |
| Georgia  | 10   | 8 | 3 | 1 | 4 | 8  | 18 | -10 |
| Croazia  | 7    | 8 | 2 | 1 | 5 | 7  | 16 | -9  |
| Estonia  | 1    | 8 | 0 | 1 | 7 | 2  | 19 | -17 |

## Risultati
| Arbitro: | Ilias Spathass |

|  |           |                  |
|  | Marcatori | 5’ Tarkhnishvili |

| Tallinn 1º settembre 2011, ore 18:00 CEST | Estonia       | 0 – 0 referto | Svizzera | A. Le Coq Arena\| Arbitro: \| Anar Salmanov \| |
| Arbitro:                                  | Anar Salmanov |               |          |                                                |

| Arbitro: | Stuart Attwell |

|                                     |           |                                                        |
| Martínez 52’ (aut.) Kvekveskiri 87’ | Marcatori | 3’ 21’ Isco 11’ 29’ 30’ Rodrigo 39’ Canales 61’ Bartra |

| Arbitro: | Halis Özkahya |

|                                                |           |  |
| St. Zuber 8’ Toko 62’ Kasami 79’ Seferović 81’ | Marcatori |  |

| Arbitro: | István Kovács |

|                        |           |  |
| Canales 17’ (rig.) 79’ | Marcatori |  |

| Arbitro: | Steven McLean |

|  |           |                      |
|  | Marcatori | 18’ Koke 57’ Rodrigo |

| Arbitro: | Alexander Kostadinov |

|  |           |              |
|  | Marcatori | 56’ Affolter |

| Arbitro: | Ioannis Anastasiou |

|  |           |                    |
|  | Marcatori | 89’ (rig.) Vukušić |

| Arbitro: | Sjarhej Cynkevič |

|                                                    |           |  |
| St. Zuber 8’, 33’, 42’ Ben Khalifa 13’ R. Koch 64’ | Marcatori |  |

| Arbitro: | Anastasios Sidīropoulos |

|                                                               |           |  |
| Rodrigo 3’, 7’, 45’ Isco 59’ Álvaro Vázquez 90’ Sarabia 90+3’ | Marcatori |  |

| Arbitro: | Oleksandr Derdo |

|                                   |           |  |
| Čop 14’ Vukušić 42’ 81’ Ademi 75’ | Marcatori |  |

| Arbitro: | Paolo Valeri |

|                                                     |           |  |
| Muniain 8’ Thiago Alcántara 26’ (rig.) Bartra 45+1’ | Marcatori |  |

| Arbitro: | Dawid Piasecki |

|  |           |          |
|  | Marcatori | 40’ Isco |

| Arbitro: | Martin Strömbergsson |

|             |           |                           |
| Glavica 73’ | Marcatori | 15’ Seferovic 90+2’ Drmic |

| Arbitro: | Tolga Özkalfa |

|             |           |                           |
| Reintam 81’ | Marcatori | 12’ Okriashvili 26’ Kenia |

| Arbitro: | Anatolij Abdula |

|                 |           |              |
| Skhirtladze 20’ | Marcatori | 37’ Kramarić |

| Arbitro: | Aleksandr Gauzer |

|                                 |           |          |
| Dzalamidze 28’ Parunashvili 83’ | Marcatori | 35’ Taar |

| Sion 6 settembre 2012, ore 19:30 CEST | Svizzera     | 0 – 0 referto | Spagna | Stade Tourbillon\| Arbitro: \| Artur Soares \| |
| Arbitro:                              | Artur Soares |               |        |                                                |

| Arbitro: | Serdar Gözübüyük |

|                                                                      |           |  |
| Sarabia 3’ Deulofeu 10’ Álvaro Vázquez 17’, 81’ Isco 34’ Montoya 38’ | Marcatori |  |

| Arbitro: | Mitja Žganec |

|                                       |           |  |
| Schär 15’ St. Zuber 51’ Seferović 88’ | Marcatori |  |